# Fourth Corner
Fourth Corner is het debuut studioalbum van de Belgische singer-songwriter Trixie Whitley. Het album werd uitgebracht op 11 februari 2013. Op het album staat haar doorbraak hit Need Your Love. Daarnaast werden nog drie singles uitgebracht nadat het album uitkwam. Het album werd geprezen door verschillende critici. Het album werd kreeg eind 2013 ook een MIA-nominatie in de categorie Beste album.

## Tracklist
1. "Irene"
2. "Never Enough"
3. "Pieces"
4. "Need Your Love"
5. "Silent Rebel Pt.2"
6. "Breathe You in My Dreams"
7. "Gradual Return"
8. "Hotel No Name"
9. "Morelia"
10. "Fourth Corner"
11. "Oh, The Joy"

Bonus tracks
1. "Like Ivy"
2. "Strong Blood"
3. "A Thousand Thieves"
4. "I'd Rather Go Blind"

## Hitlijsten

### Jaarlijsten
| Chart (2013)                           | Position |
| -------------------------------------- | -------- |
| Belgische albums (Ultratop Vlaanderen) | 15       |
| Chart (2014)                           | Position |
| Belgische albums (Ultratop Vlaanderen) | 122      |